# Chiesa cattolica in Nicaragua
La Chiesa cattolica in Nicaragua è parte della Chiesa cattolica universale in comunione con il vescovo di Roma, il papa.

## Storia
Questo territorio, allora sotto il governo dei Re di Spagna, fu evangelizzato nel Cinquecento quando fu eretta nel 1531 la diocesi di León en Nicaragua che fino alla metà dell'Ottocento (quando venne eretta l'attuale arcidiocesi di San José de Costa Rica) comprendeva non solo il Nicaragua, ma anche la Costa Rica. 
Nel 1913 il suo territorio venne poi diviso con l'erezione dell'arcidiocesi di Managua di cui la diocesi di León divenne suffraganea insieme alla diocesi di Granada (contestualmente creata sempre dal territorio della diocesi di León) formando l'unica provincia ecclesiastica dello Stato (in seguito si aggiunsero altre sedi vescovili sempre facenti parte di questa provincia).

## Organizzazione ecclesiastica
La Chiesa cattolica è presente nel Paese con 1 sede metropolitana e 8 diocesi suffraganee:
- Arcidiocesi di Managua
  - Diocesi di Bluefields
  - Diocesi di Estelí
  - Diocesi di Granada
  - Diocesi di Jinotega
  - Diocesi di Juigalpa
  - Diocesi di León en Nicaragua
  - Diocesi di Matagalpa
  - Diocesi di Siuna

## Statistiche
La Chiesa cattolica in Nicaragua al termine dell'anno 2004 su una popolazione di 6.357.321 abitanti contava 5.162.135 battezzati, corrispondenti all'81,1% del totale.
| anno | popolazione | popolazione | popolazione | presbiteri | presbiteri | presbiteri | presbiteri                | diaconi | religiosi | religiosi | parrocchie |
| anno | battezzati  | totale      | %           | numero     | secolari   | regolari   | battezzati per presbitero | diaconi | uomini    | donne     | parrocchie |
| ---- | ----------- | ----------- | ----------- | ---------- | ---------- | ---------- | ------------------------- | ------- | --------- | --------- | ---------- |
| 2004 | 5.162.135   | 6.357.321   | 81,1        | 432        | 308        | 124        | 11.949                    | 27      | 220       | 1.025     | 254        |

## Nunziatura apostolica
La Delegazione apostolica di Costa Rica, Nicaragua e Honduras venne eretta all'inizio del XX secolo; essa fu promossa ad Internunziatura apostolica nel 1917 e divenne Nunziatura apostolica nel 1933. Nel 1938 sorse la Nunziatura apostolica indipendente del Nicaragua.

### Delegati apostolici
- Serafino Vannutelli, arcivescovo titolare di Nicea (23 luglio 1869 - 10 settembre 1875 nominato nunzio apostolico in Belgio)
- Mario Mocenni, arcivescovo titolare di Eliopoli di Fenicia (14 agosto 1877 - 28 marzo 1882 nominato internunzio apostolico in Brasile)

### Internunzi apostolici
- Giovanni Battista Marenco, S.D.B. † (2 febbraio 1917 - 15 settembre 1920)

### Nunzi apostolici
- Carlo Chiarlo, arcivescovo titolare di Amida (28 gennaio 1932 - 1940 nominato officiale della Segreteria di Stato della Santa Sede)
- Luigi Centoz, arcivescovo titolare di Edessa di Osroene (3 dicembre 1941 - 4 ottobre 1948 dimesso)
- Liberato Tosti, arcivescovo titolare di Leucade (4 ottobre 1948 - 1949 dimesso)
- Antonio Taffi, arcivescovo titolare di Sergiopoli (9 gennaio 1950 - 1958 dimesso)
- Sante Portalupi, arcivescovo titolare di Cristopoli (29 gennaio 1959 - 17 settembre 1967 nominato delegato apostolico)
- Lorenzo Antonetti, arcivescovo titolare di Roselle (24 febbraio 1968 - 29 giugno 1973 nominato pro-nunzio apostolico nella Repubblica Democratica del Congo)
- Gabriel Montalvo Higuera, arcivescovo titolare di Celene (14 giugno 1974 - 18 marzo 1980 nominato pro-nunzio apostolico in Algeria e Tunisia e delegato apostolico in Libia)
- Andrea Cordero Lanza di Montezemolo, arcivescovo titolare di Anglona (25 ottobre 1980 - 1º aprile 1986 nominato nunzio apostolico in Uruguay)
- Paolo Giglio, arcivescovo titolare di Tindari (4 aprile 1986 - 25 marzo 1995 nominato nunzio apostolico in Egitto)
- Luigi Travaglino, arcivescovo titolare di Lettere (2 maggio 1995 - 30 ottobre 2001 nominato officiale della Segreteria di Stato della Santa Sede)
- Jean-Paul Aimé Gobel, arcivescovo titolare di Galazia in Campania (31 ottobre 2001 - 10 ottobre 2007 nominato nunzio apostolico in Iran)
- Henryk Józef Nowacki, arcivescovo titolare di Blera (28 novembre 2007 - 28 giugno 2012 nominato nunzio apostolico in Svezia e Islanda)
- Fortunatus Nwachukwu, arcivescovo titolare di Acquaviva (12 novembre 2012 - 4 novembre 2017 nominato nunzio apostolico in Trinidad e Tobago, Antigua e Barbuda, Barbados, Dominica, Giamaica, Saint Kitts e Nevis, Saint Vincent e Grenadine, Guyana e delegato apostolico nelle Antille)
- Waldemar Stanisław Sommertag, arcivescovo titolare di Maastricht (15 febbraio 2018 - 6 settembre 2022 nominato nunzio apostolico in Senegal, Capo Verde, Guinea-Bissau e Mauritania)

## Conferenza episcopale
L'episcopato del Paese è parte della Conferenza episcopale del Nicaragua (Conferencia Episcopal de Nicaragua, CEN).
La CEN è membro del Consejo Episcopal Latinoamericano (CELAM), e del Secretariado Episcopal de America Central (SEDAC).
Elenco dei presidenti della Conferenza episcopale:
- Vicente Alejandro González y Robleto, arcivescovo di Managua (1963 - 1968)
- Isidro Augusto Oviedo y Reyes, vescovo di León en Nicaragua (1968 - 1969)
- Donaldo Chávez Núñez, vescovo ausiliare di Managua (1969 - 1971)
- Miguel Obando Bravo, arcivescovo di Managua (1971 - 1975)
- Manuel Salazar y Espinoza, vescovo di León en Nicaragua (1975 - 1979)
- Miguel Obando Bravo, arcivescovo di Managua (1979 - 1983)
- Pablo Antonio Vega Mantilla, vescovo di Juigalpa (1983 - 1985)
- Miguel Obando Bravo, arcivescovo di Managua (1985 - 1989)
- Salvador Albert Schlaefer Berg, vicario apostolico di Bluefields (1989 - 1991)
- César Bosco Vivas Robelo, vescovo di León en Nicaragua (1991 - 1993)
- Miguel Obando Bravo, arcivescovo di Managua (1993 - 1997)
- César Bosco Vivas Robelo, vescovo di León en Nicaragua (1997 - 1999)
- Miguel Obando Bravo, arcivescovo di Managua (1999 - 2005)
- César Bosco Vivas Robelo, vescovo di León en Nicaragua (ottobre 2005 - 2005)
- Leopoldo José Brenes Solórzano, arcivescovo di Managua (novembre 2005 - novembre 2011)
- René Sócrates Sándigo Jirón, vescovo di Juigalpa (novembre 2011 - 18 novembre 2014)
- Leopoldo José Brenes Solórzano, arcivescovo di Managua (18 novembre 2014 - 15 novembre 2017)
- René Sócrates Sándigo Jirón, vescovo di León en Nicaragua (15 novembre 2017 - novembre 2020)
- Leopoldo José Brenes Solórzano, arcivescovo di Managua (novembre 2020 - novembre 2021)
- Carlos Enrique Herrera Gutiérrez, vescovo di Jinotega, dal novembre 2021

Elenco dei vicepresidenti della Conferenza episcopale:
- César Bosco Vivas Robelo, vescovo di León en Nicaragua (2011 - ?)
- Leopoldo José Brenes Solórzano, arcivescovo di Managua, dal novembre 2021

Elenco dei segretari generali della Conferenza episcopale:
- René Sócrates Sándigo Jirón, vescovo di León en Nicaragua (2005 - 2007)

...
- Silvio José Báez Ortega, O.C.D., vescovo ausiliare di Managua e vescovo titolare di Zica (novembre 2011 - 18 novembre 2014)
- Jorge Solórzano Pérez, vescovo di Granada, (18 novembre 2014 - 15 novembre 2017)
- Silvio José Báez Ortega, O.C.D., vescovo ausiliare di Managua e vescovo titolare di Zica (15 novembre 2017 - ?)
- Jorge Solórzano Pérez, vescovo di Granada, dal novembre 2021